# Westea
Westea — рід грибів. Назва вперше опублікована 1988 року.

## Класифікація
До роду Westea відносять 1 вид:
- Westea banksiae